# Brayan López
Brayan Steven López Ramírez (ur. 3 czerwca 1990 w Alajueli) – kostarykańsko-nikaraguański piłkarz występujący na pozycji skrzydłowego lub napastnika, reprezentant Nikaragui i były reprezentant Kostaryki, od 2024 roku zawodnik Realu Estelí.
Jego ojciec pochodzi z Nikaragui, zaś matka z Kostaryki. W 2021 roku, niedługo po debiucie w seniorskiej reprezentacji Kostaryki, zdecydował się ostatecznie na występy w reprezentacji Nikaragui.